# Jes Holtsø
Jes Holtsø (født 30. december 1956 i København) er en dansk scenograf, skuespiller og sanger.

## Karriere
Jes Holtsø spillede med i langt de fleste af filmene med Olsen-banden, hvor han i rollen som Børge var en vigtig figur medvirkende til mange af bandens kup. Endvidere medvirkede han op gennem 1970'erne i serien Huset på Christianshavn samt i filmen Ballade på Christianshavn fra 1971 som flyttemand Olsens søn William. Herudover har han også haft en enkelt rolle i filmen Stine og drengene fra 1969.
Udover at være skuespiller var han også rekvisitør i Olsen-banden ser rødt.
I 2009 deltog han som sanger i tv-programmet Talent 2009 akkompagneret af Morten Wittrock, hvor han fremførte sangene "She Is My Shelter", "What's This Road" og "Strong", og han ytrede i den forbindelse ønske om at få lov at synge noget mere og igen at blive brugt som skuespiller. Han kom videre til finalen og blev placeret som nummer fem.
Talentkonkurrencen formåede at sætte så meget fokus på Jes Holtsø, at han i foråret 2010 udgav sit første selvbetitlede album, produceret af Morten Wittrock. Albummet fik 5 stjerner i BT og Berlingske Tidende samt 4 stjerner i Politiken og Ekstrabladet.[kilde mangler]
i 2012 udkom albummet Big Easy med musik og produceret af Morten Wittrock. Albummet modtog 5 stjerner i Berlingske, og Jes Holtsø fik prisen "Årets Danske Bluesnavn" 2012 og nominering til Danish Music Awards Folk 2012. Holtsø og Wittrock blev i 2013 nomineret til en Danish Music Award for Årets Danske Bluesudgivelse. Holtsø og Wittrock udgav i 2015 albummet Glemte Nætter og i 2018 Detʼ Altid Nu.

## Film
| År   | Titel                             | Rolle         | Note                                           |
| ---- | --------------------------------- | ------------- | ---------------------------------------------- |
| 1968 | Olsen-banden                      | Børge Jensen  | 1. Olsen-banden-film                           |
| 1969 | Olsen-banden på spanden           | Børge Jensen  | 2. Olsen-banden-film                           |
| 1969 | Stine og drengene                 |               |                                                |
| 1971 | Olsen-banden i Jylland            | Børge Jensen  | 3. Olsen-banden-film                           |
| 1971 | Ballade på Christianshavn         | William Olsen |                                                |
| 1972 | Olsen-bandens store kup           | Børge Jensen  | 4. Olsen-banden-film                           |
| 1973 | Olsen-banden går amok             | Børge Jensen  | 5. Olsen-banden-film                           |
| 1974 | Olsen-bandens sidste bedrifter    | Børge Jensen  | 6. Olsen-banden-film                           |
| 1975 | Olsen-banden på sporet            | Børge Jensen  | 7. Olsen-banden-film                           |
| 1976 | Olsen-banden ser rødt             | Børge Jensen  | Fie medvirker også i den 8. Olsen-banden-film  |
| 1976 | Affæren i Mølleby                 |               |                                                |
| 1979 | Olsen-banden overgiver sig aldrig | Børge Jensen  | Fie medvirker også i den 11. Olsen-banden-film |
| 1998 | Olsen-bandens sidste stik         | Børge Jensen  |                                                |
| 2004 | Liden Tid                         |               |                                                |

## Diskografi
- Jes Holtsø (2010)
- Big Easy (2012)

Med Holtsø og Wittrock
- Glemte nætter (2015)
- Det’ altid nu (2018)